# Ditte Kotzian
Ditte Kotzian (n. 9 martie 1979, Berlin, RDG) este o săritoare în apă germană, medaliată olimpică. A participat la 3 ediții ale Jocurilor Olimpice (2000, 2004, 2008) în care a câștigat o medalie de bronz.